# Charlotte Amalie Winge
Charlotte Amalie Winge (kendt som Madam Winge) var Frederik V's yndlingselskerinde i 1762-66. 

Madam Winge kendes gennem Charlotte Dorothea Biehls skildring af det løsslupne liv ved Frederik V's hof.  Hun indgik i et af kun få længerevarende forhold til kongen, som foretrak orgier med prostituerede.  Poul Rasmussen fortaeller: "Frederik V fulgte gerne om sommeren med A. G. Moltke til Bregentved en one dages tid. Da han således en gang lå derute, skete det, at hun enten efter egen eller hojere foranstaltning, i al yndighed, klaet som amazone, modte ham på en spatseretur i skoven. Han blev fortryllet, og da han erfaredt, hvem hun var, sorgede han forat få hende til Kobehavn med sig. Der blev lejeret en gård på Vandkunsten og indrommet hende skonne moblerede varelser deri." 